# Systemrelevanz
Als systemrelevant (englisch systemically important oder – auf Berufe und Infrastrukturen bezogen – englisch essential oder critical; englisches Schlagwort dazu – bezogen auf Unternehmen – too big to fail, deutsch „zu groß, um in Konkurs zu gehen“) werden Unternehmen, kritische Infrastrukturen oder Berufe bezeichnet, die eine derart bedeutende volkswirtschaftliche oder infrastrukturelle Rolle in einem Staat spielen, dass ihre Insolvenz oder Systemrisiken nicht hingenommen werden können oder ihre Dienstleistung besonders geschützt werden muss.

## Begriffsentwicklung
Der heutige Begriff der Systemrelevanz erfuhr eine sukzessive Erweiterung seines Begriffsinhalts. Er entwickelte sich vom „Totschlagargument“ zum diffusen „Zauberwort“. Im Oktober 1997 erhob eine Regierungskommission in den USA auch kritische Infrastrukturen zur Systemrelevanz. Während der Begriff bis 2009 ausschließlich für Großbanken galt, erweiterte ihn der damalige Chef der Federal Reserve, Ben Bernanke, im März 2009 von „groß“ (englisch large) zu „groß und komplex“ (englisch large and complex) zu „systemisch kritisch“ (englisch systemically critical), letztlich zu „systemisch bedeutend“ (englisch systemically important). Die Betriebsgröße (Bilanzsumme, Geschäftsvolumen, Marktanteil, Marktmacht) alleine ist heute nicht mehr entscheidend, auch der Vernetzungsgrad (englisch too (inter)connected to fail), Finanzkonglomerate, Versicherer oder Nichtbanken-Großunternehmen wurden zum Begriffsinhalt erhoben. Der Begriff stieg auf „vom wirtschaftlichen Befund zur rechtlichen Kategorie“.
Besondere Aufmerksamkeit erfährt die Frage der Systemrelevanz insbesondere in der Finanzbranche, wo die Insolvenz von Kreditinstituten, Versicherungen oder sonstigen Finanzdienstleistern die Stabilität des gesamten Finanzsystems bedrohen kann. Angesichts der Sonderrolle der Finanzwirtschaft für die Realwirtschaft können entsprechende Insolvenzen auch zu massiven Verwerfungen in der Realökonomie führen. Eine solche drohende Insolvenz wird unter Umständen mit öffentlichen Mitteln durch eine Rettungsaktion abgewendet.
Auch Staaten können als systemrelevant gelten. Zu besonderen Problemen führt dabei die Zahlungsunfähigkeit eines Staates, der Mitglied einer Währungsunion (wie die Europäische Wirtschafts- und Währungsunion) ist und nicht länger über eine eigene Geldpolitik verfügt. Auch hier stellt sich die Frage nach der Rettung durch andere Staaten.

## Geschichte

### Too big to fail
Der Begriff stammt aus den USA, wo eine staatliche Rettungsaktion (englisch bailout) von New York City im August 1914 als erstes Beispiel für Too big to fail in der amerikanischen Finanzwelt gilt. Es begann damals mit der Schließung der New York Stock Exchange, die erst am 12. Dezember 1914 wiedereröffnet werden konnte. Die Stadt war zu einem großen Teil in britischen Pfund verschuldet und später nicht mehr in der Lage, wegen fehlender US-Dollars die Devisen für die Anleihebedienung zu beschaffen; kurz vor ihrer Insolvenz sprang das US-Finanzministerium ein und sorgte für die Rückzahlung. Die Stadt erlebte im Dezember 1975 eine zweite Rettungsaktion, als in letzter Minute Präsident Gerald Ford von seiner zunächst ablehnenden Haltung (englisch drop dead) abrückte.
Mit dem Federal Deposit Insurance Act vom 17. August 1950 erhielt die FDIC das Recht, zur Rettung von Finanzunternehmen Kredite und Eigenmittel zur Verfügung zu stellen (englisch providing assistance), wenn dies zur Erhaltung der Stabilität des Finanzsystems notwendig sei. Jedoch wurde diese Option erst 1969 zum ersten Mal genutzt und nachfolgend nur sehr selten angewandt. Einen statistischen Überblick gibt die folgende Tabelle des FDIC. Im Mai 1984 wurde die siebtgrößte Bank der USA, die Continental Illinois National Bank and Trust Company, als „too big to fail“ gerettet. Die zuvor im Mai 1982 in eine Krise geratene, regionale Penn Square Bank wurde hingegen nicht gerettet und ging im Mai 1982 in Konkurs. Damit gab es Indizien, die darauf hindeuteten, dass die Betriebsgröße das alleinige Selektionskriterium bei staatlichen Rettungsaktionen im Bankensektor sei. Das gilt jedoch nicht uneingeschränkt, wie die Insolvenzen von Lehman Brothers und Washington Mutual (die größte US-Bausparkasse) im September 2008 zeigen (Washington Mutual musste an JPMorgan notverkauft werden, die viertgrößte Investmentbank Lehman wurde liquidiert).
Weitere jüngere Beispiele sind Rettungsmaßnahmen im Rahmen der Finanzkrise ab 2007, etwa für Fannie Mae und Freddie Mac.
Die Krise wurde verfilmt und im Jahr 2011 als Too Big to Fail – Die große Krise veröffentlicht.

### Systemrelevanz
Bei Kreditinstituten hat sich seit der Finanzkrise ab 2007 für die Rettung von angeschlagenen Kreditinstituten der Ausdruck „systemrelevant“, „systemtragend“ oder „systemisch“ herausgebildet. Das rettenswerte Institut (oder eine Institutsgruppe) eines Staates spielt wegen der Größe oder der Bedeutung eine besondere Rolle im Rahmen des Kreditwesens und darf deshalb bei etwaigen Staatshilfen als erstes mit einer Staatshilfe rechnen. Was „systemrelevant“ konkret bedeutet, ist aufsichtsrechtlich für Deutschland definiert. Systemrelevant sind danach Institute, deren Bestandsgefährdung aufgrund ihrer Größe, der Intensität ihrer Interbankenbeziehungen und ihrer engen Verflechtung mit dem Ausland erhebliche negative Folgeeffekte bei anderen Kreditinstituten auslösen und zu einer Instabilität des Finanzsystems führen könnte. Die Einstufung als systemrelevantes Institut erfolgt einvernehmlich zwischen BaFin und Bundesbank. Der Begriff „systemrelevant“ ist mithin inhaltlich ein Synonym für die Finanzdoktrin too big to fail.
Je größer das Unternehmen (Betriebsgröße von Großunternehmen), desto stärker sind die Wirkungen auf andere Wirtschaftssubjekte. In diesen Fällen wird es mit erhöhter Wahrscheinlichkeit zu Rettungsaktionen durch Gläubiger, Wettbewerber oder den Staat kommen, um diese Auswirkungen zu vermindern oder gar zu beseitigen. Daher wird vielfach vermutet, dass Unternehmen ab einer bestimmten Größe systemrelevant werden und damit nicht mehr zahlungsunfähig werden dürfen.
Im März 2009 hatte der Chef der amerikanischen Notenbank Ben Bernanke darauf aufmerksam gemacht, dass der Staat in einer Krise starke Motivation besitzt, die Insolvenz großer, untereinander verbundener Unternehmen wegen der negativen Auswirkungen eines Ausfalls zu verhindern. Gleichzeitig hat er jedoch betont, dass es unerwünschte Effekte bei Marktteilnehmern gebe, wenn ein bestimmtes Unternehmen als too big to fail eingestuft würde:
- Die Marktdisziplin wird vermindert und exzessive Risikobereitschaft wird gefördert.
- Es wird ein künstlicher Wachstumsanreiz geschaffen, um als too big to fail klassifiziert zu werden.
- Kleinunternehmen geraten ins Abseits, weil sie größenbedingt nicht mit einer Rettungsaktion rechnen können.
- Staatliche Rettungsaktionen sind für den Steuerzahler meist teuer (unter glücklichen Umständen könne sie auch lukrativ sein[15]) wie Citigroup, AIG, Freddie Mac und weitere bewiesen haben.

Auch bei der Stützung durch den Finanzmarktstabilisierungsfonds spielte die Bedeutung des Unternehmens für die Finanzmarktstabilität eine Rolle, wobei sich allerdings auch vergleichsweise kleine Banken als systemrelevant durchsetzen konnten, um Garantien und Kapital aus dem Bankenrettungsfonds zu erhalten. Das Gleiche gilt für die Diskussion über eine Bankenabgabe, bei der große Unternehmen höhere Steuersätze tragen sollen.

### Contagion-Effekt
Der Interbankenhandel bietet den Kreditinstituten weltweit die Möglichkeit, sich so stark untereinander zu vernetzen, dass sie sich selbst als „zu vernetzt, um unterzugehen“ präsentieren können (englisch too interconnected to fail). Dies kann dazu führen, dass Regierungen aus Furcht vor den Folgen von Ansteckungseffekten (Contagion) genau abwägen würden, ob sie eine stark vernetzte Bank bankrottgehen lassen. Hierdurch entstehen Fehlanreize (auch bekannt als "moralisches Risiko"). Denn durch die Eingehung niedriger Netto-, aber hoher Bruttopositionen insbesondere bei Derivaten können sich Banken selbst eine implizite Existenzgarantie konstruieren, und zwar insbesondere dann, wenn sie ansonsten nicht groß genug sind, um als systemrelevant zu gelten. Im März 2008 wurde beispielsweise die kleine und eher unbedeutende Investmentbank Bear Stearns gerettet, weil sie als zu vernetzt angesehen wurde. Je mehr Kreditderivate (insbesondere Credit Default Swaps) eine Bank als Sicherungsgeber verkauft, desto höher ist mithin auch die Wahrscheinlichkeit, dass das Institut im Notfall vom Staat gerettet wird. Ist also ein Kreditinstitut nicht too big to fail, so besitzt es dennoch Rettungschancen, wenn es too interconnected to fail ist.

## Rechtsfragen
Systemrelevanz ist ein Rechtsbegriff, der ausschließlich im Bankrecht vorkommt. Das im Oktober 2008 erlassene Gesetz zur Errichtung eines Finanzmarktstabilisierungsfonds (FMStFG) spricht in § 4 Abs. 1 FMStFG noch von „der Bedeutung des … Unternehmens des Finanzsektors für die Finanzmarktstabilität“. In § 10f Abs. 2 KWG sind Kriterien für die Systemrelevanz aufgezählt, und zwar die Größe der Gruppe, grenzüberschreitende Aktivitäten der Gruppe, Vernetztheit der Gruppe mit dem Finanzsystem, Ersetzbarkeit hinsichtlich der angebotenen Dienstleistungen und Finanzinfrastruktureinrichtungen der Gruppe, Komplexität der Gruppe sowie gemäß § 10g Abs. 2 Nr. 2 KWG die wirtschaftliche Bedeutung für den Europäischen Wirtschaftsraum und die Bundesrepublik Deutschland. Das überwiegend im Januar 2011 in Kraft getretene Restrukturierungsgesetz sprach noch davon, dass die „Bestandsgefährdung“ zu einer „Systemgefährdung“ führen könne (§ 48b KWG a. F.). Erst das im Januar 2015 in Kraft getretene Sanierungs- und Abwicklungsgesetz (SAG) erhob die Systemrelevanz zum Rechtsbegriff. Ein Institut ist nach § 20 Abs. 1 SAG potentiell systemgefährdend, wenn es entweder ein global systemrelevantes Institut nach § 10f KWG oder ein anderweitig systemrelevantes Institut nach § 10g KWG ist oder wenn für dieses Institut keine vereinfachten Anforderungen gemäß den Kriterien nach § 19 Abs. 2 SAG festgesetzt werden können.
Das systemische Risiko ist seit der Weltfinanzkrise legaldefiniert als das Risiko einer Störung im Finanzsystem, die schwerwiegende negative Auswirkungen für das Finanzsystem und die Realwirtschaft haben kann (§ 1 Abs. 33 KWG). Die Diskussion konzentrierte sich vor allem auf Finanzinstitute, deren Insolvenz eine solche Störung hervorrufen könnte. Diese wurden zunächst als systemrelevant bezeichnet, und ihnen wurde eine existenzielle Bedeutung für die Stabilität des Bankensektors und in manchen Fällen der Volkswirtschaft zugesprochen.
Abseits von diesen Finanzgesetzen ist es einer der Grundsätze der Raumordnung, dass nach § 2 Abs. 2 Nr. 3 ROG dem Schutz kritischer Infrastrukturen Rechnung zu tragen ist. In den Bereich des Schutzes kritischer Infrastrukturen fällt auch die Versorgung durch Schlüsselindustrien, deren Beeinträchtigung unmittelbar schwerwiegende Störungen der Versorgungslage nach sich ziehen würde. Dabei gilt als Maß für die Bedeutung einer Infrastruktur im Hinblick auf ihre Systemfunktionalität die „Kritikalität von Infrastrukturen“. Kritische Infrastrukturen setzen sich zusammen aus technischen Basisinfrastrukturen und sozioökonomischen Infrastrukturen.

## Systemrelevanz und Systemrisiko
Die Systemrelevanz ergibt sich aus dem Systemrisiko, einer negativen Externalität. Das Systemrisiko besteht in der Gefahr, dass der Ausfall einer Institution die Existenz des gesamten Wirtschaftssystems bedroht. Weist ein System ein hohes Systemrisiko auf, stellt sich automatisch die Frage nach der Systemrelevanz einzelner Teile des Systems. Diese Systemrelevanz setzt einerseits voraus, dass es einzelne systemrelevante Teile gibt, aber auch für die Funktion des Systems weniger bedeutsame Teile. Andererseits führt Systemrelevanz dazu, dass als systemrelevant identifizierte Teile besondere Beachtung und einen besonderen Schutz genießen. Da die Weltfinanzkrise ab August 2007 zeigte, dass ein Dominoeffekt zur Übertragung der Finanzkrise von der Finanzwirtschaft (Geld-, Kapital-, Devisenmärkte und Börsen) auf die Realwirtschaft (Gütermärkte) führte, musste der Begriff auf die Unternehmenskrisen von Nichtbanken erweitert werden. Die Corona-Pandemie vom Dezember 2019 verdeutlichte, dass auch Berufe systemrelevant sein können.
Systemrelevanz und Systemrisiko hängen kausal miteinander zusammen. Stellt die Insolvenz von Wirtschaftssubjekten oder die Instabilität von Wirtschaftsobjekten ein erhebliches Systemrisiko dar, müssen sie als systemrelevant eingestuft werden. Systemrelevanz setzt mithin voraus, dass ein das Wirtschaftssystem gefährdendes Systemrisiko besteht.
Stellt sich heraus, dass die Größe eines Unternehmens die Finanzkraft eines Staates übersteigt (englisch too big to rescue, deutsch „zu groß, um gerettet zu werden“), so muss der Staat die Insolvenz dieser Unternehmen in Kauf nehmen. Beispiel ist Island, das sich 2008/2009 für die Insolvenz seiner drei systemrelevanten Großbanken (Kaupthing Bank, Landsbanki und Glitnir) entschied.

## Wirkungen und Maßnahmen
Wenn Unternehmen oder Geschäftspartner davon ausgehen, ein Unternehmen sei aufgrund seiner Größe vor jeder Insolvenzgefahr geschützt, schafft dies Anreize, Risiken einzugehen, die ansonsten nicht eingegangen würden. Kritisch wird gewertet, wenn Notenbanken bereits im Vorfeld Kriterien definieren, wann Großunternehmen oder Großbanken gerettet werden. Dies würde Anreize zum Eingehen großer Risiken auf Kosten der Allgemeinheit und zu Lasten der Eigenverantwortung erzeugen. Nach Berechnungen von US-Ökonomen entsprechen die impliziten Staatsgarantien des too-big-to-fail in den USA staatlichen Subventionszahlungen von einem Betrag zwischen 5 und 35 Milliarden US-Dollar jährlich. Eine Studie von Beatrice Weder di Mauro und Kenichi Ueda kommt u. a. zu dem Ergebnis, dass die deutschen Banken ohne die unausgesprochenen staatlichen Garantien vier bis fünf Ratingstufen schlechter bewertet würden.
Als mögliche Maßnahme gegen die Risiken des Schutzes systemrelevanter Institute wurde nach 2007 zunehmend die Zerschlagung großer Bankgruppen gefordert: „If a bank is too big to fail, it is too big“ 2011 wurde beispielsweise im jährlichen Report der Federal Reserve Bank von Dallas gefordert, zu große Banken zu zerschlagen, um den „Weg des Wohlstands“ einzuschlagen. John Taylor fordert hingegen von der US-Zentralbank glaubhafte und transparente Prinzipien für staatliche Interventionen.
Nach Ausbruch der Krise wurde das Thema einer ordnungsgemäßen Abwicklung von notleidenden Kreditinstituten durch den Finanzstabilitätsrat (englisch Financial Stability Board, FSB) auf globaler Ebene behandelt; das Dilemma zwischen aus systemischer Sicht gefährlichen Insolvenzverfahren mit ihren Ansteckungsrisiken einerseits und ökonomisch sowie politisch bedenklichen Bail-outs andererseits sollte mit einem neuen Abwicklungsregime für Banken aufgelöst werden. Ziel ist es, Instrumente zur Verfügung zu stellen, die eine Abwicklung von Banken ohne den Einsatz von Steuergeldern ermöglichen. Der FSB erarbeitete unter Auftrag der G20 ein internationales Rahmenwerk zur Sanierung und Abwicklung systemrelevanter Finanzinstitute; im Oktober 2011 legte er die „Key Attributes of Effective Resolution Regimes for Financial Institutions“ vor. In diesem Dokument werden die Anforderungen skizziert, die zukünftige Abwicklungsregime der beteiligten Staaten erfüllen sollen. Insbesondere wird gefordert, dass die Staaten Abwicklungsbehörden errichten und mit Instrumenten ausstatten sollen, die eine geordnete Abwicklung von Finanzinstituten ohne Kosten für den Steuerzahler ermöglichen; unter anderem durch das Instrument der Gläubigerbeteiligung. In der EU und im Euroraum wurden diese Grundsätze 2014 durch die Verabschiedung der Europäischen Bankenunion, bestehend unter anderem aus der Abwicklungsrichtlinie und dem einheitlichen Bankenabwicklungsmechanismus, umgesetzt. In der Schweiz wurden die Zinsen von Too-big-to-fail-Instrumenten (TBTF) bis voraussichtlich Ende 2021 von der Verrechnungssteuer befreit.

## Systemrelevante Finanzinstitute

### Global
Der Finanzstabilitätsrat (englisch Financial Stability Board, FSB) legt seit 2011 eine jährlich aktualisierte Liste global systemrelevanter Banken (englisch Global Systemically Important Banks, G-SIB) vor. Die Aktualisierung von November 2015 enthält 30 Banken, davon eine deutsche und zwei schweizerische. Des Weiteren gibt das FSB seit 2013 eine jährliche Liste global systemrelevanter Versicherungsunternehmen (englisch Global Systemically Important Insurers, G-SII) heraus; sie enthält derzeit neun Versicherer, davon einen deutschen.
Die global systemrelevanten Banken (G-SIB) und Versicherungen (G-SII) sind Untergruppen der systemrelevanten Finanzinstitute (englisch Systemically Important Financial Institutions, SIFI).

### National
Dem Konzept der global systemrelevanten Banken folgend, werden entsprechend dem Konsultationspapier des Basler Ausschusses vom Juni 2012 national systemrelevante Banken (Domestic Systemically Important Banks, D-SIBs) systematisch erfasst. Die Regeln sehen eine jährliche Bewertung der Systemrelevanz lokaler Institute durch nationale Behörden vor, die, falls nötig, Kapitalaufschläge in hartem Kernkapital festsetzen sollen.
In Deutschland wurden im Dezember 2012 nach Angaben des Bundesfinanzministeriums 36 Banken als systemrelevant eingeschätzt. Die Bundesanstalt für Finanzdienstleistungsaufsicht und die Deutsche Bundesbank arbeiten gemeinsam an einer „Methodik zur Identifizierung potenziell systemgefährdender Institute (PSI)“ (Stand Juni 2015), den national systemrelevanten Finanzinstituten.
In der Schweiz stufte die Schweizerische Nationalbank die beiden Großbanken UBS und Credit Suisse (seit 2012), die Zürcher Kantonalbank (seit 2013), die Raiffeisen-Gruppe (seit 2014) und die Postfinance (seit 2015) im Inland als systemrelevant ein. Im Jahr 2023 erfolgte die Übernahme der Credit Suisse durch die UBS.
Die österreichische Finanzmarktaufsichtsbehörde stuft sieben Banken als systemrelevant ein: die Erste Group, Raiffeisen Bank International, Unicredit Bank Austria, Bawag P.S.K., Raiffeisenlandesbank Oberösterreich, Raiffeisen-Holding Niederösterreich-Wien sowie der Volksbanken-Verbund werden als „Systemrelevante Institute“ gelistet.
In der Eurozone werden systemrelevante Banken seit November 2014 zentral von der Europäischen Zentralbank im Rahmen des einheitlichen Bankenaufsichtsmechanismus (SSM) beaufsichtigt. Nach Definition des SSM betrifft dies 116 Banken in der Eurozone, davon 21 in Deutschland sowie 6 in Österreich.

### Zahlungsverkehrssysteme
Als systemrelevante Zahlungsverkehrssysteme werden Großbetrags- und Massenzahlungssysteme bezeichnet, die auf Grund ihrer Transaktionsvolumina, ihres Marktanteils, ihrer grenzüberschreitenden Relevanz und wegen der Bereitstellung von Dienstleistungen für andere Infrastrukturen als bedeutsam für die Finanzstabilität eingeschätzt werden. Als systemrelevant eingestuft wurden von der EZB im August 2014 TARGET2, EURO1, STEP2-T und CORE.

## Systemrelevante Branchen und Berufe
Der zunächst in der Finanzkrise ab 2007 aufgetauchte Begriff wurde während der COVID-19-Pandemie in Deutschland für die Zeit vom 1. April 2020 bis zum 31. Oktober 2020 auch auf Branchen und Berufe angewendet, deren Tätigkeit für das öffentliche Leben sowie die Sicherheit und Versorgung der Menschen unabdingbar sind. § 421c SGB III in der Fassung des Sozialschutz-Pakets vom 27. März 2020 enthielt bestimmte Sonderregelungen für die Höhe des Kurzarbeitergeldes, wenn während des Bezugs in einer anderen Beschäftigung in systemrelevanten Branchen und Berufen Entgelt erzielt worden war.
Einen Maßstab für die Zuordnung von Tätigkeiten zu systemrelevante Branchen und Berufen biete die Verordnung zur Bestimmung kritischer Infrastrukturen nach dem Gesetz über das Bundesamt für Sicherheit in der Informationstechnik (BSI-Gesetz).
Zu den systemrelevanten Branchen und Berufen zählten nach der Gesetzesbegründung insbesondere
- die Ordnungs- und Sicherheitsbehörden,
- Energie- und Wasserversorger,
- der Transport- und Personenverkehr, aber auch
- die Aufrechterhaltung von Kommunikationswegen.

Besondere Bedeutung habe zudem das Gesundheitswesen mit Krankenhäusern und Apotheken, aber auch die Land- und Ernährungswirtschaft und die Versorgung der Menschen mit Lebensmitteln.
Zu den Gruppen, die in der kritischen Infrastruktur tätig sind, gehören in Nordrhein-Westfalen unter anderem:
- Ernährung und Hygiene:
  - Produktion und Handel (Groß- und Einzelhandel) nebst Vertriebsketten;
  - Logistik, Zulieferer;
  - Erntehelfer, Saisonarbeiter;
- Energie:
  - Elektrizitätsversorgung, Gasversorgung, Wasserversorgung;
  - Treibstoffversorgung;
- Informationstechnik und Kommunikation:
  - Aufrechterhaltung und Entstörung der Netze;
  - Massenmedien;
- Gesundheit:
  - Apotheken, Arzneimittelhersteller, Ärzte, Krankenhäuser, Krankenpfleger, Veterinärmediziner;
  - Labore, Pflegedienste, Rettungsdienste;
- Grundversorgung:
  - Distributionslogistik;
  - Kassierer, Reinigungskräfte oder Verkäufer von Lebens- oder Nahrungsmitteln;
  - Zusteller (Post)[49]
- Öffentliche Sicherheit:
  - Feuerwehr;
  - Katastrophenschutz;
  - Polizei;
  - Technisches Hilfswerk.

Das deutsche Bundesamt für Bevölkerungsschutz und Katastrophenhilfe hat im Rahmen der Corona-Krise eine Übersicht kritischer Dienstleistungen herausgegeben und hält darin zur Systemrelevanz im Bezug zu kritischen Infrastrukturen fest: „Systemrelevanz beschreibt die Bedeutung von Institutionen zur Aufrechterhaltung von Systemen. Im Kontext KRI-TIS bedeutet dies, dass systemrelevante Unternehmen oder Behörden die Funktionsfähigkeit des Gesamtsystems Kritische Infrastrukturen oder Teile davon aufrechterhalten und damit unmittelbar oder mittelbar zur Sicherstellung der Versorgung der Bevölkerung mit wichtigen, teils lebenswichtigen Gütern und Dienstleistungen beitragen. Zu solchen Unternehmen und Behörden zählen sogenannte Kritische Infrastrukturen, aber auch Einrichtungen, ohne die eine Aufrechterhaltung Kritischer Infrastrukturen nicht möglich ist. Der Bund hat neun Sektoren definiert, in denen Kritische Infrastrukturen zu finden sind. Dazu zählen: Energieversorgung, Informationstechnik und Telekommunikation, Transport und Verkehr, Gesundheit, Wasser, Ernährung, Finanz- und Versicherungswesen, Staat und Verwaltung sowie Medien und Kultur. Zu den Einrichtungen, die zur Aufrechterhaltung Kritischer Infrastrukturen beitragen, zählen Zulieferer und Dienstleister, deren Produkte eine Grundlage zur Funktionsfähigkeit Kritischer Infrastrukturen bilden.“
Für Beschäftigte dieser Berufsgruppen können Ausnahmeregelungen zur Arbeitszeit erlassen werden. Außerdem können diese Beschäftigten ein besonderes Recht auf Notbetreuung minderjähriger Kinder aufgrund der verfügten Schließung von Schulen und Kindertagesstätten bekommen. Beispielsweise wurde in einer Allgemeinverfügung des bayerischen Gesundheitsministeriums eine Notfallbetreuung für Kinder von Beschäftigten in Einrichtungen der „kritischen Infrastruktur“ festgelegt.

### Kritik

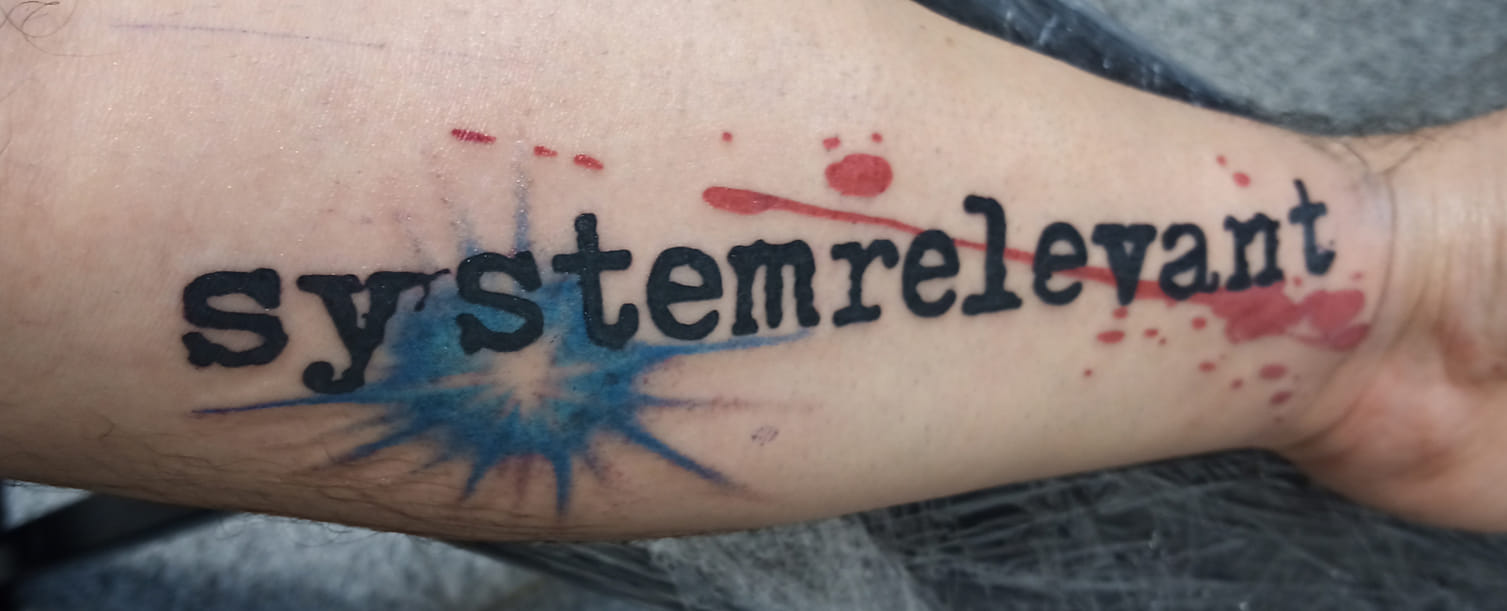
Unterarmtattoo „systemrelevant“ als Ausdruck von Kritik am Umgang mit Personen in systemrelevanten Berufsgruppen

Die Behandlung von Personen in systemrelevanten Berufen in der Pandemie rief Kritik hervor. So beklagte Der Standard, dass in den sogenannten systemrelevanten Berufen zu einem großen Teil Frauen in prekären Beschäftigungsverhältnissen tätig seien, und das habe sich auch in der Pandemie nicht geändert. Nach einer kurzen Phase der vordergründigen Solidarisierung der Bevölkerung mit systemrelevanten Berufen durch Klatschen, sei das Bewusstsein der Bevölkerung und der Politik wieder abgeebbt. Zudem seien viele Initiativen wie beispielsweise das Schaffen neuer Stellen in der Pflege mangels qualifizierter Bewerber wirkungslos geblieben. Ausweitungen der regulären Arbeitszeit mit Überstunden seien neben der Inkaufnahme eines höheren Infektionsrisikos die Regel.

## Wirtschaftliche Aspekte
Die Systemrelevanz erlangt erst bei Katastrophen (wie Cyberattacken, Epidemien, Kriege, Naturkatastrophen, Pandemien, Terrorismus) oder volkswirtschaftlichen Schocks (Bankenkrisen, Finanzkrisen, Unternehmenskrisen von Großunternehmen, Weltwirtschaftskrisen) an Bedeutung. Die Systemrelevanz ergibt sich daraus, dass einem Element des Systems das Potenzial innewohnt, eine Störung hervorzurufen, zu übertragen oder zu verstärken. Zur Systemrelevanz erklärte Wirtschaftssubjekte, Wirtschaftsobjekte oder Strukturen stehen unter staatlichem Schutz auch durch Rechtsnormen. Staatsziel ist es, das Funktionieren systemrelevanter Bereiche sicherzustellen, damit Volkswirtschaft und Gesellschaft ihre Stabilität behalten und nicht geschädigt werden. Die Stabilität moderner Wirtschaftssysteme beruht auf der Stabilität ihrer Teilsysteme; konkret ist Energiesicherheit, Versorgungssicherheit und die Stabilität der Finanz- und Gütermärkte aufrechtzuerhalten. Systemrelevante Unternehmen oder Behörden halten die Funktionsfähigkeit des Gesamtsystems oder Teilen davon aufrecht und tragen damit unmittelbar oder mittelbar zur Sicherstellung der Versorgung der Bevölkerung mit wichtigen, teilweise lebenswichtigen Gütern und Dienstleistungen bei.
Das Bewusstsein, zu einem systemrelevanten Bereich zu gehören, schafft dort "moralische Risiken". Denn internationale Institutionen (Internationaler Währungsfonds und Weltbank) und die großen Industriestaaten sind im Krisenfall gezwungen, mit Rettungsaktionen einzuspringen, damit der einzelne Staat oder Großunternehmen nicht durch Ansteckung, Dominoeffekte oder Kaskadeneffekte die gesamte Wirtschaft mit sich reißen; Akteure wie die Zentralbanken sind hier in der Rolle des Kreditgebers letzter Instanz. Dies kann zu risikoreichem Verhalten einzelner Regierungen und/oder von Großunternehmen führen, die darauf vertrauen, dass ihnen notfalls geholfen werden muss. Sie fördern ihr Unternehmenswachstum zur Vergrößerung ihrer Betriebsgröße, um in den Kreis systemrelevanter Unternehmen zu gelangen oder dort zu bleiben. Hierdurch kommen sie in den Genuss von Wettbewerbsvorteilen gegenüber nicht systemrelevanten Konkurrenten. Wenn hierdurch Unternehmen Verluste vergesellschaften dürfen, aber Gewinne selbst vereinnahmen können und so zu riskantem Verhalten motiviert werden, kann auch vom Risikoanreizproblem gesprochen werden.